# 裸体瑜伽

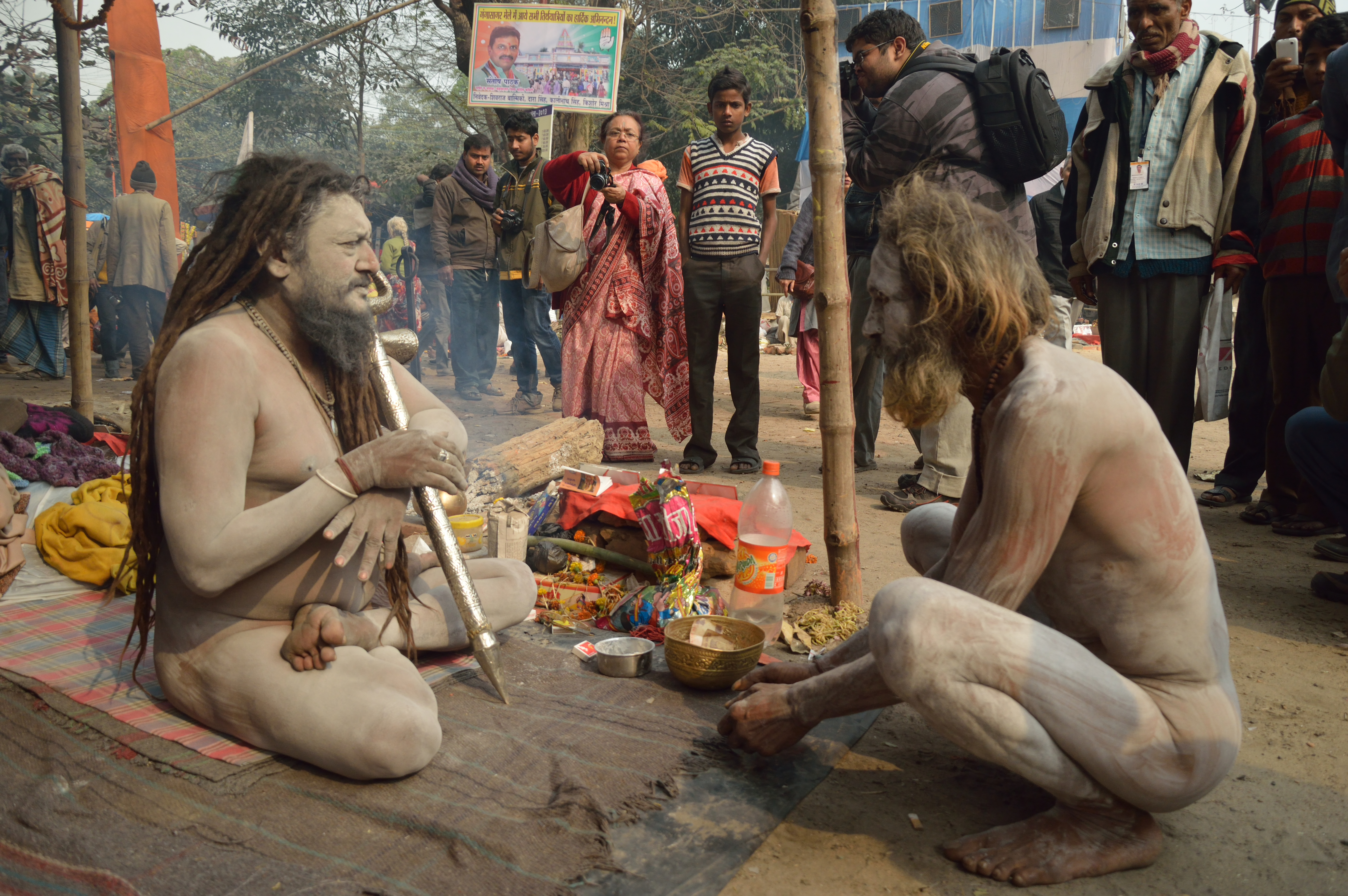
裸體瑜伽

裸体瑜伽（英語：Naked yoga），也被称为“天体瑜伽”，指以裸体的形式练习瑜伽。其推广者认为，裸体练瑜伽是“一种放开心灵的体验，能帮助打破精神上的束缚和禁忌”、可以“变得自信”。在印度，它自古以来就作为一种精神实践而存在，它在7世纪至10世纪的《博伽瓦塔普拉那》(Bhagavata Purana)和古希腊地理学家斯特拉波的《地理学》中提到。